# Genocidio turcomano iraquí
El genocidio turcomano iraquí se refiere a una serie de asesinatos, violaciones, ejecuciones, expulsiones y esclavitud sexual de turcomanos iraquíes por parte del Estado Islámico (ISIS). Comenzó cuando ISIS capturó tierras turcomanas iraquíes en 2014 y continuó hasta que ISIS perdió todas sus tierras en Irak. En 2017, la persecución de ISIS a los turcomanos iraquíes fue reconocida oficialmente como un genocidio por el Parlamento de Irak, y en 2018, la esclavitud sexual de las niñas y mujeres turcomanas iraquíes fue reconocida por las Naciones Unidas.

## Antecedentes y preparación

### Turcomanos iraquíes
Los turcomanos iraquíes son el tercer grupo étnico más grande de Irak. Son de ascendencia turca y viven en la región histórica Turkmeneli, rodeados de árabes al sur y kurdos al norte.Están divididos casi por igual entre sunitas y chiitas, con una pequeña minoría católica.También había sectarismo entre los turcomanos suníes y chiitas, que a menudo se convirtió en enfrentamientos armados.Durante el genocidio del Estado Islámico, los turcomanos iraquíes fueron atacados independientemente de su religión.Anteriormente fueron blanco de masacres como la masacre de Altun Kupri, la masacre de Gavurbağı, la masacre de Kirkuk de 1959, la masacre de Kirkuk de 1924, y la Operación al-Anfal.

### Preparación
Durante la ofensiva del norte de Irak de junio de 2014, ISIS capturó muchas tierras que son de mayoría turcomana o tienen importantes poblaciones turcomanas, como Mosul, Talafar, Tikrit y partes de las provincias de Kirkuk y Diyala.

## Genocidio
En junio de 2014, cuando el ejército de ISIS capturó Talafar por primera vez, secuestró a 1.300 turcomanos iraquíes, alrededor de 700 hombres, 470 mujeres y 130 niños. El Frente Turcomano Iraquí afirmó que sólo 42 de los 1.300 regresaron y que el resto nunca fue visto nuevamente.Después fueron masacrados 300 turcomanos.Las casas turcomanas fueron incendiadas, les robaron el ganado y muchos se vieron obligados a huir.En septiembre de 2014, al menos 350.000 turcomanos, la mayoría de Tal Afar, quedaron desplazados. Estaban en peligro de morir de hambre.Desde los ataques, alrededor del 90% de los turcomanos de Talafar han huido, según residentes y activistas locales.Mehdi al-Beyati, exministro iraquí de Derechos Humanos y portavoz de la Fundación de Rescate Turcomano, afirmó que el número de refugiados turcomanos aumentó a 600.000 en febrero de 2017.Mehdi al-Beyati también afirmó que ISIS dañó gravemente la infraestructura de todas las regiones turcomanas.
Muchos militantes del Estado Islámico eran ex soldados del ejército iraquí bajo el mando de Sadam Huseín, que tenía una historia masacrando y persecutando a los turcomanes iraquíes.
El 9 de junio, ISIS mató a 15 prisioneros turcomanos de Talafar en Mosul. Después del bombardeo de una mezquita chiita en la misma ciudad, muchas personas huyeron de la ciudad y nueve refugiados murieron. 65 niños de las comunidades yazidí y turcomana quedaron en un orfanato en Mosul, traumatizados al presenciar el asesinato de sus padres. Algunos de estos niños sufrieron abusos sexuales.
Durante la caída de Mosul en junio de 2014, el Estado Islámico atacó el consulado turco de Mosul y secuestró a 49 diplomáticos. Ahmet Davutoğlu declaró que "nadie debería intentar probar los límites de la fuerza de Turquía", aunque el Estado Islámico ignoró la advertencia y atacó a los turcomanos en Tal Afar el 10 de junio, después de capturar Mosul. Turquía no respondió a los ataques, lo que provocó que los políticos seculares y nacionalistas criticaran fuertemente a Recep Tayyip Erdoğan y Ahmet Davutoğlu. El gobierno turco fue culpado por permitir la difícil situación de los turcomanos iraquíes.
El 16 de junio de 2014, ISIS masacró al menos a 40 turcomanos de cuatro lugares diferentes (Chardaghli, Karanaz, Beshir y Biravchi), todos cerca de la ciudad de Kirkuk. ISIS también fue acusado nuevamente de atacar a los turcomanos por su origen étnico. Un día después, otros 52 turcomanos fueron asesinados en Beshir y, según los lugareños, la masacre volvió a tener motivos étnicos. El mismo lugar volvió a sufrir una vez más el 18 de junio y entre el 20 y el 21 de junio, matando a 5 y luego a 17 civiles. Según un testigo de Beshir, 700 turcomanos fueron masacrados en la ciudad. En junio de 2014, ISIS secuestró a 26 turcomanos chiitas de la aldea de Al-Shamsiyat. Durante el mismo mes, los turcomanos chiitas huyeron de Al-Kibba y Shraikhan tras las amenazas de ISIS. Muchos residentes turcomanos de los pueblos de Talafar, Bashir, Biravchi y Karanaz también huyeron después de recibir más cartas amenazantes de los yihadistas.
El 18 de junio, durante los enfrentamientos entre ISIS y el Ejército de Irak entre las ciudades de Amirli y Tuz, al menos 20 civiles turcomanos murieron. Durante el asedio de Amirli, 150 personas perdieron la vida debido a las duras condiciones, entre ellas 50 niños y 10 recién nacidos. Después de la caída de Amirli en 2014, se cortó el suministro de electricidad, alimentos y agua de la ciudad. Decenas de personas perdieron la vida, incluidas mujeres embarazadas, antes de que llegara la ayuda humanitaria. Se incendiaron casas y escuelas, así como mezquitas en Karanaz, Chardaghli y Biravchi.
El 23 de junio, ISIS secuestró al menos a 75 turcomanos de las zonas de Guba, Shrikhan y Talafar. Sólo se encontraron dos cadáveres en un valle al norte de Guba. Probablemente fueron ejecutados. 950 familias turcomanas huyeron de las zonas después de que ISIS les exigiera que se fueran. En las mismas aldeas fueron dinamitados tres lugares de culto chiitas y 25 personas murieron durante los ataques. El 7 de agosto, 100 turcomanos fueron ejecutados en Sinjar.
Se estima que un total de 600 mujeres turcomanas fueron capturadas y utilizadas como esclavas sexuales por ISIS. Entre 400 y 500 de ellas fueron enviadas a prisiones improvisadas del ISIS en Siria. En febrero de 2018, un grupo de mujeres protestó frente a la Oficina de Derechos Humanos de la ONU en Kirkuk. Portaban carteles y exigían al gobierno iraquí que hiciera algo para recuperar a unas 450 mujeres turcomanas desaparecidas, aunque la protesta fue ignorada. Hasan Turan, líder de la ITF, temía que si las mujeres turcomanas regresaban, probablemente serían víctimas de asesinatos por honor a manos de sus familias. Afirmó que «muchas niñas no regresarán y sólo puedo esperar que sus familias todavía las acepten si regresan. Ellas son las víctimas». Más tarde, en 2018, la ONU finalmente reconoció la esclavitud sexual de las mujeres turcomanas. Una mujer turcomana anónima, de la pequeña ciudad de al-Alam cerca de Tikrit, que sobrevivió a ISIS, le dijo a la BBC turca que ISIS separó a las niñas solteras de las mujeres casadas y comenzó a violarlas delante de todos. Integrantes de ISIS también violaron a la profesora de idioma turcomano de la ciudad hasta el punto de que ella murió como resultado. Muchos turcomanos iraquíes y organizaciones de derechos humanos afirmaron que el genocidio del Estado Islámico contra los turcomanos iraquíes fue impulsado por los sentimientos antiturcos.
Los niños también eran víctimas de secuestro, normalmente por motivos de formación. El 13 de marzo en Nínive, 25 niños turcomanos de entre 10 y 17 años fueron secuestrados del orfanato de Bara'am y enviados a campos de entrenamiento infantil en Talafar.
En marzo, se encontró una fosa común perteneciente a 16 turcomanos en Bashir, cerca de Kirkuk. Nuevamente en marzo, ISIS ejecutó a nueve viudas turcomanas en Qara Quyan, Nínive, cuyos maridos fueron asesinados por yihadistas. El motivo de su ejecución fue su negativa a casarse con combatientes de ISIS. En la aldea de Biravcili, el ISIS secuestró a dos turcomanos después de matar a 23 residentes de la aldea. En Guba y Shrikhan, 60 niños y hombres turcomanos fueron secuestrados. Ese mismo mes, un joven turcomano llamado Erhan Camci fue secuestrado en su casa en Kirkuk.
En abril de 2015, un diputado turcomano iraquí reveló que más de 400 turcomanos iraquíes, en su mayoría mujeres y niños, habían sido secuestrados por el Estado Islámico en los últimos meses. En febrero de 2016, otro político confirmó que eran 416 personas, la mayoría de las cuales nunca se volvieron a ver y se creía que habían sido violadas y asesinadas.
En agosto de 2015, en Mosul, ISIS ejecutó públicamente a 700 turcomanos iraquíes, acusándolos de apostasía.
Un solo coche bomba del ISIS en 2015 en la gobernación de Saladino se cobró la vida de 40 turcomanos. El Frente Turcomano Iraquí afirmó que los ataques del ISIS contra los turcomanos iraquíes fueron una campaña estratégica de limpieza étnica.  540 civiles turcomanos de Tal Afar desaparecieron, incluidas 125 mujeres, nuevamente a manos de ISIS, y sólo 22 de ellos fueron encontrados.
3.000 turcomanos huyeron de la ciudad de Amerli en el verano de 2015. A finales de 2015, 1.500 familias turcomanas (7.500 personas) encontraron refugio en Karbala.
Taza Khurmatu fue atacada con armas químicas el 8 de marzo, matando a tres personas e hiriendo a 1.500. 25.000 huyeron de la ciudad. Ese mismo año, la aldea de Beshir también fue atacada con armas químicas. El 90% de Beshir fue destruido durante su retoma en 2016, incluidas 250 casas. En la aldea turcomana de Bashir, nueve mujeres fueron secuestradas, violadas y colgadas en farolas en público. En el mismo pueblo, una niña de 12 años fue violada en grupo y colgada de un poste de electricidad. Cuando los residentes turcomanos intentaron traer su cuerpo, 15 hombres fueron asesinados por disparos de francotiradores del ISIS. También se registraron casos de violación después de la caída de Tuz Khurmatu en junio.
En enero, las Fuerzas Armadas iraquíes encontraron una fosa común en Rashidiya, cerca de Mosul. La tumba pertenecía a 27 hombres y niños turcomanos masacrados. Sus cuerpos tenían huellas de tortura. En 2017, el número de mujeres, niñas y niños turcomanos desaparecidos aumentó a 1.200. En 2018, 100 más desaparecieron.

## Destrucción de patrimonio cultural e histórico
ISIS es responsable de la destrucción de artefactos históricos que eran importantes para los turcomanos iraquíes. Muchas mezquitas centenarias, ya sean suníes o chiitas, así como bibliotecas fueron destruidas. La biblioteca más antigua de Tal Afar fue explotada, mientras que otra biblioteca con más de 1.500 libros históricos en Diyala fue destruida. Entre los artefactos destruidos se encuentran el Mausoleo de Yahya Abu al-Qasim (construido en 1293 por los Zengids, destruido en 2014), el Mausoleo del Imam Awn Al-Din (construido en 1248 por los Zengids, destruido en 2014), el Santuario de Qadib Al-Ban Mosuli (construido por los Atabegs de Mosul, destruida en 2014), la Mezquita Al-Imam Muhsin (construida por los Seljuks, gravemente dañada en 2015), la Gran Mezquita de al-Nuri (construida en 1172 por los Zengids, destruida en 2017), la Mezquita del Imam al-Baher (construida en 1259, destruida en 2014) y la Mezquita del Pasha (construida en 1881 por los otomanos, destruida).